# Silvio Sosio
Silvio Sosio (Milano, 5 ottobre 1963) è un giornalista, editore e curatore editoriale italiano.
È curatore editoriale di Delos Books e dal 2011 curatore editoriale della collana Odissea Fantascienza.

## Biografia

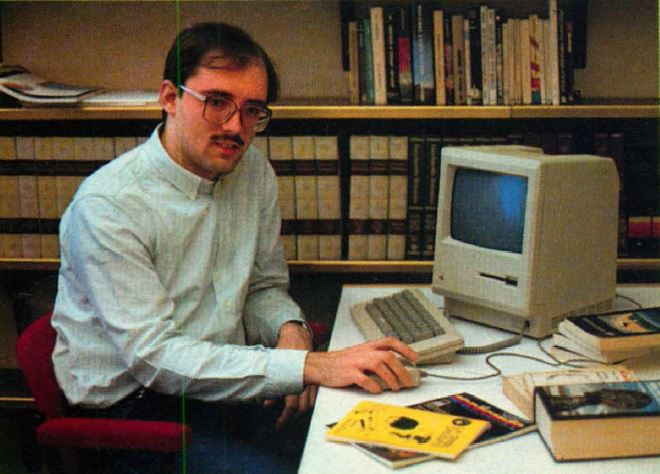
Silvio Sosio con una copia di La spada spezzata, 1986

La sua attività nel campo della fantascienza inizia negli anni ottanta con la fanzine La spada spezzata (vincitrice nel 1986 del Premio della European Science Fiction Society come miglior fanzine di fantascienza europea). Nel 1986 inizia una collaborazione con la rivista Applicando. Nel 1994 fonda insieme a Luigi Pachì la rivista online Delos Science Fiction, di cui rimane curatore editoriale per i primi 100 numeri e continua a mantenere il ruolo di direttore responsabile. Nel 1996 fonda il portale Fantascienza.com. Nel 2003, con Franco Forte e Luigi Pachì, fonda l'associazione culturale e casa editrice Delos Books, che pubblica principalmente fantascienza e fantasy. Nel 2013, sempre con Franco Forte e Luigi Pachì, fonda Delos Digital, casa editrice specializzata nella pubblicazione di ebook, di cui è attualmente presidente. Dal 2015 è nel comitato organizzatore del festival StraniMondi.
Fra il 1999 e il 2020 ha vinto dieci volte il Premio Italia.
È curatore della rivista Robot dal 2011 e della collana Odissea Fantascienza dal 2011.

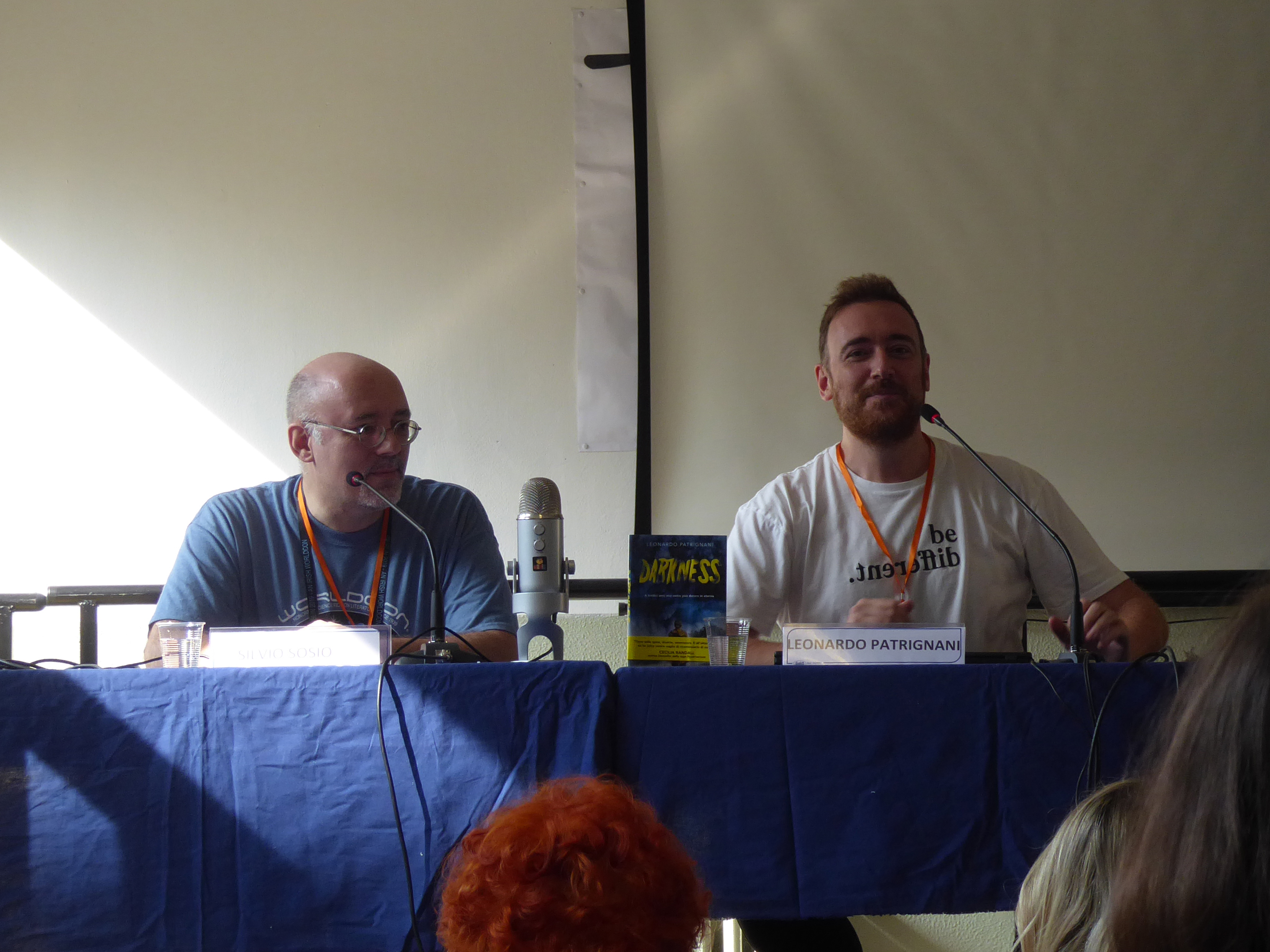
Silvio Sosio con Leonardo Patrignani alla fiera Stranimondi di Milano nel 2019

Dal 1993 si è dedicato alla diffusione della fantascienza per via telematica, prima nel mondo delle BBS con la conferenza dedicata al fantastico Fantatalk sulla rete OneNet (sopravvissuta fino al 2003 sulla Rete Civica Milanese). Oltre all'attività giornalistica Silvio Sosio ha scritto anche un piccolo numero di racconti, uno dei quali, Ketama, ha vinto il premio Courmayeur nel 1996 ed è stato pubblicato in Italia e in Francia; alcuni altri sono stati pubblicati su Urania. È inoltre sviluppatore di software e siti web.
Sulla rivista MacWorld ha curato per diversi anni la rubrica Exposé.
Suo padre, Libero Sosio, è stato traduttore di opere di divulgazione scientifica.
È sposato con Elisabetta Vernier.

## Opere

### Racconti
- Silvio Sosio, Mondo alla rovescia, 1995 - in  Storyware (JPG), in MCmicrocomputer, n. 150, Roma, Technimedia, aprile 1995,  p. 266, ISSN 1123-2714 (WC · ACNP).; 2004 - in MacWorld Italia Fun, MacWorld Italia Fun, IDG Communications Italia; 2007 - in Fantacalendario 2008 Calendario fantascienza e fantasy 2008, (Fuori collana), Delos Books; 2008 in La fortezza dei cosmonauti, Urania 1541, Arnoldo Mondadori Editore
- Silvio Sosio, Ketama, 1996 (come Ketema), in Terzo millennio Undici racconti italiani del Fantastico, I Libri di Avvenimenti, Libera Informazione Editrice; 1997 - in Space Opera 9, Space Opera 9, Fancon; 2006 - in Robot 49, Robot 49, Delos Books
- Silvio Sosio, Correzione, 2007 - in Fantacalendario 2008 Calendario fantascienza e fantasy 2008, (Fuori collana), Delos Books; 2008 - in La fortezza dei cosmonauti, Urania 1541, Arnoldo Mondadori Editore
- Silvio Sosio, Ripristino, 2018 - in Urania 1653, Arnoldo Mondadori Editore

### Manuali
- Silvio Sosio e Anna Cabrini Microsoft Excel, Mondadori 1989